# Tête de Djédefrê en quartzite
La tête de Djédefrê en quartzite est le fragment d'une ancienne statue égyptienne du pharaon Djédefrê (2566-2558 av. J.-C. environ) de la IVe dynastie, successeur de Khéops et prédécesseur de Khéphren. À en juger par le profil de la tête, la statue complète devait être un sphinx. Elle est conservée au musée du Louvre à Paris. 

## Description
Djedefrê a eu un règne bref et peu connu ; il n'a pas construit sa pyramide sur le plateau de Gizeh, près de celle de Khéops, mais à quelques kilomètres au nord, à Abou Rawash. Quand cette tête a été découverte par l'Institut français d'archéologie orientale, au début du XXe siècle, elle gisait au milieu d'innombrables débris de sculptures, parmi les ruines du temple funéraire attenant à la pyramide de Djédefrê.
Il est possible qu'il ne s'agisse pas d'un fidèle portrait du souverain. La tête de Djédefrê portait une couronne qui, à l'arrière du cou, suggère qu'elle devait se joindre à l'arrière à un lion couché : il est donc conclu que l'ensemble de la statue était un sphinx. Ce sphinx, attribué au règne de Djédefrê, serait parmi les plus anciens de l'histoire de l'Égypte : le Grand Sphinx de Gizeh est généralement attribuée au règne de Khéphren, le frère et successeur de Djédefrê,.